# Burg Schwalbach
Die Burg Schwalbach ist eine spätmittelalterliche Höhenburg im gleichnamigen Ort Burgschwalbach im Rhein-Lahn-Kreis in Rheinland-Pfalz.

## Geschichte
Die Burg wurde von Graf Eberhard V. von Katzenelnbogen zur Sicherung der Nordostgrenze seines Gebiets erbaut, nachdem er dieses in einer Erbteilung mit seinem Bruder Wilhelm II. 1352 erhalten hatte. Rüsthölzer in unteren Lagen konnten dendrochronologisch auf 1367/68 datiert werden. Wann der Bau begonnen wurde, ist derzeit noch nicht geklärt. Die umliegende Siedlung muss bereits vor der Burg bestanden haben, denn ebenfalls 1368 verlieh Kaiser Karl IV. ihr das Stadtrecht, was mit der Erlaubnis zum Bau von Befestigungsanlagen und zum Ausrichten eines dienstäglichen Wochenmarkts verbunden war. Dennoch entwickelte sich die Siedlung nicht zur Stadt und wurde bis ins 18. Jahrhundert als „Flecken“ bezeichnet. Gilbrecht von Schönborn wird 1373 als Burgmann oder Lehnsnehmer des Grafen auf der Burg erwähnt. Die Schönborn hielten zugleich auch das Lehen im nassauischen Hahnstätten.
1536 fiel die Burg an das Haus Nassau. Nach einer Erbteilung erhielt Graf Wilhelm von Nassau-Weilburg 1594 Burgschwalbach sowie den von dort aus verwalteten Amtsbezirk. Die Burg machte er zu seiner Residenz. Seine Witwe Erika nutzte die Burg bis 1628 als Witwensitz und ließ die Anlage teilweise instand setzen. Bis 1720 beherbergte das Bauwerk ein nassau-weilburgisches Amt.
1737 wären wieder Reparaturen nötig geworden. Angesichts der hohen Kosten entschloss sich die Verwaltung von Nassau-Usingen, zu dem Burgschwalbach inzwischen gehörte, die Burg verfallen zu lassen. Inventar, Holzbauteile sowie das Dach wurden deshalb versteigert und abgetragen.
1817 kaufte der Zimmermeister Georg Philipp Schnabel das Torhaus. Seine Familie eröffnete 1858 ein Restaurant auf der Burg. Bis heute existiert dort eine Gaststätte.
Nachdem 2006 Zinnen aus der Ringmauer herausgebrochen waren, wurde das Bauwerk zunächst eingerüstet, um Sicherungsmaßnahmen und Untersuchungen durchführen zu können. Seit 2010 wird die Burg saniert.

## Anlage

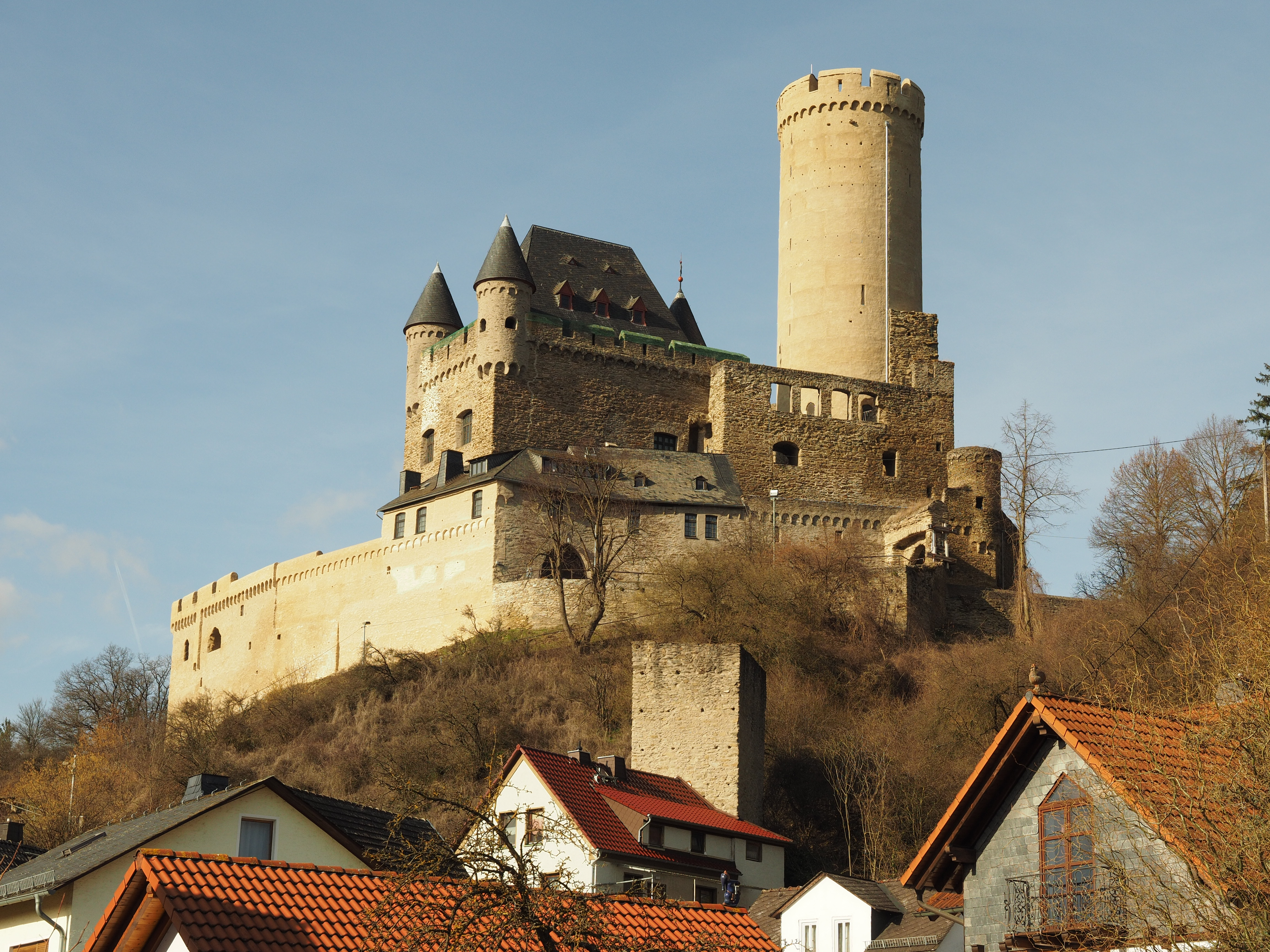
Burg Schwalbach (Südostseite)

Die Burg wurde aus Schieferbruchstein erbaut. Die Gesamtanlage weist einen fünfeckigen Grundriss auf. Der runde Bergfried ist rund 40 Meter hoch. Weitere Bestandteile der Anlage sind ein runder Hof, ein Saalbau und ein dreigeschossiger Palas. Der äußere Mauerring ist mit zwei Türmen versehen. Der Bergfried ist zusätzlich durch einen Halsgraben gesichert. Schon früh gab es auf der Burg eine Wasserleitung (aus dem Präbachtal über den Eichelberg zur Burg). Ab 1545 war sie nicht mehr benutzbar und wurde 1598 durch eine Leitung aus Tonröhren ersetzt, deren Reste 1962 gefunden wurden.

### Kapelle
Die bereits am Ende des 16. Jahrhunderts verfallene Schlosskapelle wurde unter Gräfin Erika wieder hergerichtet. Ab 1603 sind dort wieder Gottesdienste verbürgt. Der gemalte Flügelaltar aus dem Jahr 1517 befindet sich im Magazin des Landesmuseums Wiesbaden. Die Flügel des Altarbildes links und rechts zeigen vier weibliche Heilige auf gemustertem Goldgrund. Der Außendeckel des linken Flügels ist mit der Darstellung einer Bischofsweihe bemalt. Der rechte Flügeldeckel zeigt Mariä Verkündigung. Auf der Rückseite des Altar-Mittelteils ist der Heilige Christophorus abgebildet.